# Catasetum microglossum
Catasetum microglossum es una especie de orquídea epifita, originaria de Sudamérica.

## Descripción
Es una especie de orquídea de tamaño mediano que prefiere el clima cálido,  epifita  con pseudobulbos fusiformes, ligeramente comprimidos y curvados envueltos basalmente por varias vainas foliáceas que llevan hojas delgadas, linear-lanceoladas a oblanceoladas, plegadas, de color verde. Florece en una inflorescencia arqueada colgante de 65 cm de largo que surge de un pseudobulbo basal. La floración se produce en el otoño y el invierno con 3 o 4 flores femeninas o de 7 a 11 flores masculinas.

## Distribución y hábitat
Se encuentra en Perú, Ecuador y Colombia, en el sureste de las tierras bajas tropicales densamente arboladas.

## Taxonomía
Catasetum microglossum fue descrito por Robert Allen Rolfe y publicado en Botanical Magazine 139: t. 8514. 1913.
Etimología
Ver: Catasetum
microglossum: epíteto latino que significa "con lengua pequeña".